# منظمة آيش مالاش
منظمة آيش مالاش (بالإنجليزية: Aish Malach)‏ (بالعبرية: עייש מלאך) هي هيئة إسرائيلية تأسست لتحفيز (اليهود) الأجانب على التجنيد في الجيش الإسرائيلي.

## أهداف
تهدف الهيئة لتجنيد اليهود من غير سكان إسرائيل، معظمهم من الأمريكيين، للخدمة في جيش الاحتلال الذي يواجه تهديدات على جبهات متعددة في المنطقة. حيث يخضع المجندون الأجانب الذين لم يكملوا خدمة عسكرية لمدة عام لفترة تدريب تصل إلى ستة أسابيع، ومن ثم يوزعون على مختلف الجبهات. وهناك العديد من المُتدربين من الشباب، و جلهم من الولايات المتحدة، يخضعون للتدريب قبل توزيعهم على الوحدات العسكرية، سواء على الحدود مع لبنان أو في الضفة الغربية المحتلة. و تُسوق المنظمة للمتطوعين ب «إن هناك شعوراً بأن إسرائيل تقاتل من أجل الحياة».

## ازدواجية الولاء
ينفي رئيس منظمة آيش مالاش أي أخطار محتملة لازدواجية الولاء التي يبديها هؤلاء المجندون تجاه أميركا وإسرائيل، قائلا: إن «الولايات المتحدة وإسرائيل حليفان صديقان».